# Иглохвостая чаучилла
Иглохвостая чаучилла (лат. Orthonyx temminckii) — вид птиц эндемичный для восточной Австралии. Он известен своим уникальным методом сбора корма и необычными адаптациями к поиску добычи в подстилке умеренных, субтропических или тропических влажных лесов низменной части юго-востока Австралии. Род Orthonyx был описан голландским натуралистом Темминком в 1820 году, два года спустя иглохвостой чаучилле дал видовое название в честь Темминка итальянский исследователь Камилио Ранзани. До последнего времени  иглохвостая чаучилла считалась конспецифичной с новогвинейским видом Orthonyx novaeguineae A. B. Meyer, 1874, однако сейчас показано, что эти виды существенно различаются.
Данный вид имеет несколько разговорных английских названий, некоторые из них наглядно отражают его специфические адаптации: Australian Logrunner (дословно "австралийский бревнобегун" или "бревнолаз"), Spine-tailed Logrunner (дословно "иглохвостый бревнобегун"), Spine-tail ("иглохвост"), Scrub Quail ("кустарниковая перепёлка") и Chowchilla ("чаучилла"). 

## Систематика

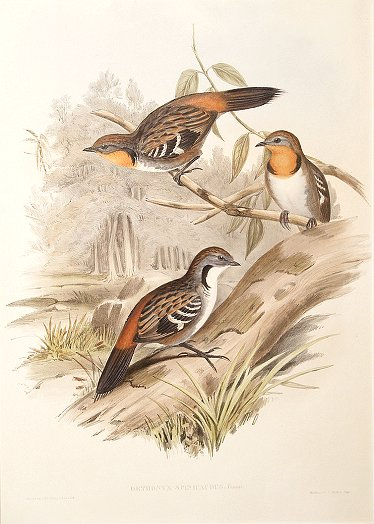
Изображение самца и самок иглохвостой чаучиллы (Orthonyx temminckii) из книги Джона Гульда "The Birds of Australia", 1867

Иглохвостая чаучилла относится к отряду Воробьинообразных семейству Orthonychidae. Это один из всего лишь трёх видов единственного рода Orthonyx. Два других — это черноголовая чаучилла (Orthonyx spaldingii) из северного Квинсленда и Orthonyx novaeguineae из Папуа — Новой Гвинеи.

## Описание
Чаучиллы как группа отличаются от других птиц характерным строением рулевых перьев, у которых выступают мощные стержни.  Широкий хвост имеет длины около 10 см, а крепкие и мощные стержни, выступающие на концах рулевых, почти лишены обычных бородок, что придаёт перу вид шипов. Такое строение рулевых отражено в названии этого вида — иглохвостая чаучилла.
Среди специалистов нет единого мнения о количестве рулевых перьев у иглохвостой чаучиллы. Например, в некоторых источниках утверждается, что  у  чаучиллы  только 10 рулевых, тогда как в других указывают на наличие у этого вида 12 рулевых перьев.  Большая часть птиц имеют 12 рулевых, но бывают и некоторые исключения. 
Чаучилла не уникальна в том, что обладает подобной нетипичной для птиц структурой хвостового оперения. Другие виды, например, большой черный флейтист (Melampitta gigantea), также имеют выступающие и заострённые стержни рулевых перьев, но не в такой степени как чаучилла. Такие птицы, как древолазы, дятлы, стрижи и пингвины  также используют модифицированное хвостовое оперение как крепёж и дополнительную точку опоры. 

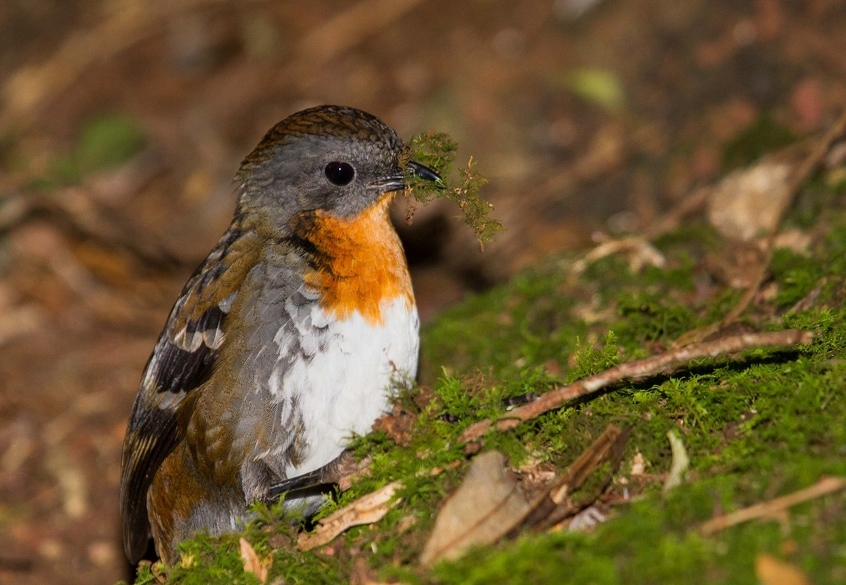
Самка чаучиллы собирает мох для строительства гнезда

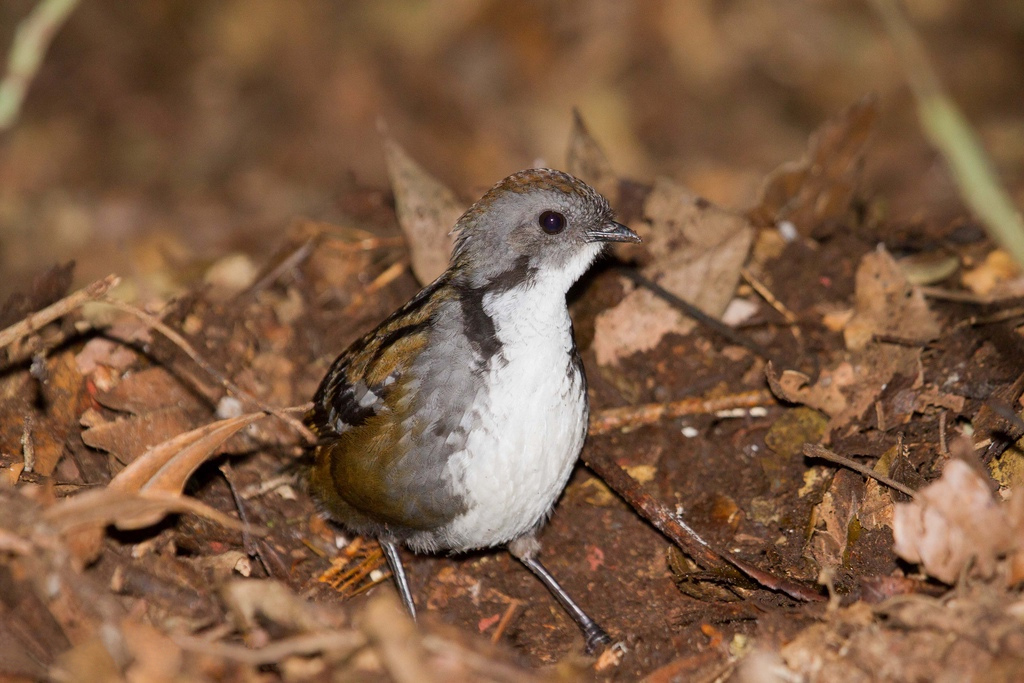
Самец чаучиллы кормится на лесной подстилке.

Голова и спина рыжевато-коричневого цвета; крылья в основном черные; хвост темно-коричневый. Кроющие крыла имеют серые вершины, кроющие бровей и ушей  полностью серые. Горло, грудь и живот покрыты белыми перьями. У самок горло оранжево-рыжее, самцы также крупнее, чем самки.

## Распространение и места обитания
Иглохвостая чаучилла обитает в Юго-Восточной Австралии от района Иллауарра в Новом Южном Уэльсе до гор Буная в штате Квинсленд. Её излюбленные местообитания — дождевые леса с обильной подстилкой из лиственного опада с большим количеством валежника, папоротниками, лианами и древесным подростом.

## Поведение
Наиболее характерной особенностью поведения иглохвостой чаучиллы является метод добычи корма, который заключается в следующем: птица, опираясь на свой колючий хвост, с помощью ног отбрасывает листовой опад в стороны. После того, как большая часть листьев удалена, чаучилла использует свой хвост как грабли и процарапывает обнажившуюся  почву в поисках добычи. В результате кормежки в опаде остаётся  углубление по форме напоминающее суповую тарелку, примерно, в 150 мм диаметром. 
Разгребание листвы в стороны ногами во время сбора является уникальной особенностью чаучилл и осуществляется благодаря особенностями строения их таза и задних конечностей. Таз у неё  короткий и широкий, а бедренная кость толстая с хорошо развитыми выступами, к которым крепятся сильные мышц, необходимые для осуществления специальной техники фуражировки. 
Иглохвостую чаучиллу характеризуют  как шумную птицу, издающую громкие песни и крики, особенно по утрам. Эти песни и позывы, как полагают, играют либо территориальную роль, либо служат для привлечения полового партнёра.

## Питание
Корм иглохвостой чаучиллы состоит, в основном, из насекомых и других беспозвоночных, которых можно обнаружить с помощью используемых ею приёмов кормления на лесной почве.

## Социальная организация и размножение

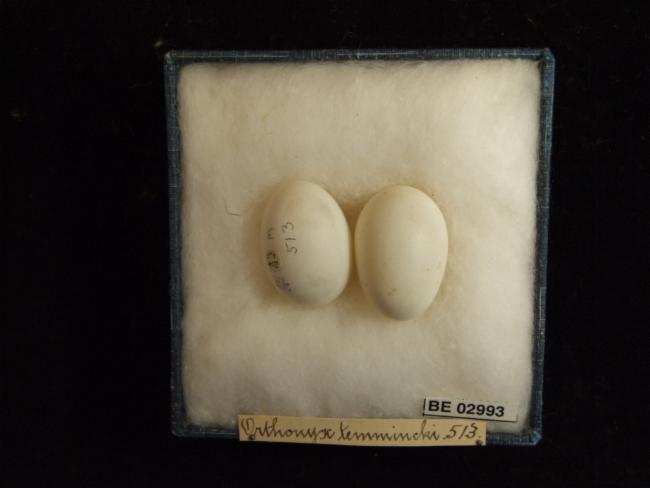
Кладка иглохвостой чаучиллы

Иглохвостые чаучиллы живут парами или небольшими группами, и агрессивно защищают свою территорию от соседних птиц. Считается, что они образуют моногамные и постоянные связи. 
Самка откладывает два яйца размером около 29 х 24 мм. Яйца белого цвета и имеют овальную форму. Инкубационный период продолжается 20—25 дней.  
Существует некоторый разнобой в сообщениях о том, когда иглохвостая чаучилла размножается. Например, некоторые считают, что размножение этого вида происходит с апреля по октябрь, другие утверждают, что это случается, как правило, в период с мая по август, в то время как третьи придерживаются мнения, что размножаться чаучиллы могут в течение всего года, но, как правило, с июля по декабрь.
Гнездо у чаучиллы большое, круглое с крышей. Оно построено из веток, папоротника, листьев и естественных волокон и, как правило, покрыто снаружи зеленым мхом. Обычно гнёзда строятся рядом камнем или бревном или с опорой на дерево, но иногда чаучиллы строят гнёзда в густых зарослях лесных лиан или папоротников близко к земле. По-видимому, существует некоторое разнообразие в использовании строительных материалов и внешнем виде гнёзд иглохвостой чаучиллы. 
Иглохвостые чаучиллы маскируют свои гнезда, размещая листья и ветки окружающей растительности в верхней части гнезда, а также строят из собранного поблизости мха козырёк над входом в гнездо. 
Процесс постройки гнезда был детально описан, он включает следующие этапы:
- Первоначально строится из коротких, крепких, сухих веток фундамент в виде платформы высотой до 50 мм.
- Затем, используя короткие крепкие ветки, строятся стенки по бокам и в задней части платформы и смыкающиеся вверху в виде крыши.
- Крыша и стены покрыты слоем сухих листьев и мха толщиной около 25 мм.
- Маскировка дополнительно усилена с помощью сухих листьев и веток, размещенных поверх крыши гнезда из мха.
- Моховая крыша расширяется и наклонена в передней части гнезда, образуя козырёк или навес над входом (почти скрывая вход)
- Внутренняя выстилка гнезда состоит из сухой растительности, такой как кора, сухой мох и волокна папоротника.

Строит гнездо самка, она же насиживает кладку, инкубация продолжается  20-25 дней.  Самка ответственна за взращивание молодых до тех пор, пока они не покинут гнездо, которое продолжается от 16 до 19 дней. И самцы, и самки, по-видимому, делят ответственность за кормление молодых после того, как  они покидают гнездо.